# ألكسندر غايدوكوف (لاعب كرة قدم)
ألكسندر غايدوكوف (بالروسية: Гайдуков, Александр Александрович)‏ هو لاعب كرة قدم روسي في مركز الوسط، ولد في 25 يناير 1979 في فولجسكي في روسيا. لعب مع روتور فولغوغراد وموردوفيا سارانسك.